# Как кузнец счастье искал
«Как кузнец счастье искал» (укр. Як коваль щастя шукав) — украинский художественный фильм режиссёра Радомира Василевского.

## Сюжет
Полнометражный детский фантастическо-приключенческий художественный фильм-сказка о молодом кузнеце Михаиле, который в поисках счастья по дороге на Запорожскую Сечь сделал много хороших дел. Полюбив красавицу Лесю, он освободил её брата от колдовства. В этом ему помогали дети Кристина и Клим, а также пёс Гай. Как все сказки, фильм оканчивается свадьбой главных героев: Михаила и Леси.

## В ролях
- Андрей Плахотнюк — кузнец Михаил Гармаш
- Наталия Танасиенко-Колтовская — красавица Леся Купава
- Константин Степанков — старый козак, лесной Властелин
- Лев Перфилов — злой колдун Вавило Лиходум
- Аня Олейник — ведьмочка Христя Довбыш
- Дима Олейник — «оборотень» Клим Купава
- Женя Бельский — Черт Чиряк
- Виталий Бушмакин — Черт Ухо
- Елена Король — мать Андрейки
- Александра Король — Оксана, сестра Андрейки
- Эрик Король — Андрейка

## Съёмочная группа
- Автор сценария и текстов песен: Анатолий Валевский
- Режиссёр-постановщик: Радомир Василевский
- Оператор-постановщик: Леонид Бурлака